# Đá mài
Đá mài được sử dụng để mài các cạnh của dụng cụ và nông cụ bằng thép thông qua quá trình mài và mài giũa. Ví dụ về các vật dụng có thể mài bằng đá mài bao gồm kéo, lưỡi hái, dao, dao cạo và các công cụ như đục, dao cạo tay và lưỡi bào. Đá mài có nhiều hình dạng, kích thước và thành phần vật liệu khác nhau. Đá có thể phẳng, để gia công các cạnh phẳng, hoặc được định hình cho các cạnh phức tạp hơn, chẳng hạn như những viên đá được kết hợp với một số công cụ điêu khắc gỗ hoặc đồ gỗ. Chúng có thể được làm từ vật liệu khai thác tự nhiên hoặc từ vật liệu nhân tạo.
Đá mài thường có nhiều loại khác nhau, dùng để chỉ kích thước sạn của các hạt mài mòn trong đá. Kích thước hạt sạn được cho dưới dạng một con số, cho biết mật độ không gian của các hạt. Số cao hơn biểu thị mật độ cao hơn và do đó các hạt nhỏ hơn, dẫn đến bề mặt của vật được đánh bóng sẽ mịn hơn.

## Đá tự nhiên và đá nhân tạo
Nhà sử học La Mã Pliny đã mô tả việc sử dụng một số loại đá tự nhiên để mài trong Lịch sử tự nhiên của mình. Ông mô tả việc sử dụng cả đá dầu và đá nước và đưa ra vị trí của một số nguồn cổ xưa cho những viên đá này.
Việc sử dụng đá tự nhiên để mài đã giảm dần với sự phổ biến rộng rãi của đá nhân tạo chất lượng cao, kích thước hạt phù hợp.
Do đó, các mỏ Honyama huyền thoại ở Kyoto, Nhật Bản, đã bị đóng cửa từ năm 1967. Bỉ hiện chỉ có một mỏ duy nhất vẫn đang khai thác đá Coticules và các đối tác của Bỉ Blue Whetstone (BBW) của họ.
Đá tổng hợp hiện đại nói chung có chất lượng tương đương với đá tự nhiên và thường được coi là vượt trội về hiệu suất mài do tính nhất quán của kích thước hạt và kiểm soát các đặc tính của đá. Ví dụ, hàm lượng tỷ lệ của các hạt mài mòn trái ngược với các vật liệu cơ bản hoặc "chất kết dính" có thể được kiểm soát để làm cho đá cắt nhanh hơn hoặc chậm hơn, như mong muốn.
Đá tự nhiên thường được đánh giá cao về vẻ đẹp tự nhiên như đá và độ quý hiếm của chúng, làm tăng giá trị như những món đồ của các nhà sưu tập. Hơn nữa, mỗi loại đá tự nhiên là khác nhau, và hiếm có loại đá tự nhiên nào có chứa các hạt mài mòn ở kích thước sạn mịn hơn các loại đá nhân tạo hiện có.
Một trong những loại đá mài tự nhiên được đánh giá cao nhất là "Bỉm đá" màu xám vàng, đã trở thành huyền thoại với góc cạnh mà nó có thể tạo ra cho lưỡi kiếm từ thời La Mã, và đã được khai thác trong nhiều thế kỷ từ Ardennes. Đá mài "Bỉ xanh" hơi thô hơn và phong phú hơn được tìm thấy trong tự nhiên với hình nón màu vàng ở các địa tầng liền kề; do đó đá mài hai mặt có sẵn, với đường nối tự nhiên giữa các lớp màu vàng và xanh lam. Chúng được đánh giá cao vì sự sang trọng và vẻ đẹp tự nhiên của chúng, đồng thời cung cấp cả bề mặt cắt nhanh để thiết lập góc xiên và bề mặt mịn hơn để tinh chỉnh nó. Loại đá này được coi là một trong những loại tốt nhất để mài dao cạo thẳng.
Đá cứng ở Rừng Charnwood ở Tây Bắc Leicestershire, Anh, đã được khai thác trong nhiều thế kỷ, và là nguồn cung cấp đá mài và đá quern.